# روزنامه‌نگاری زرد

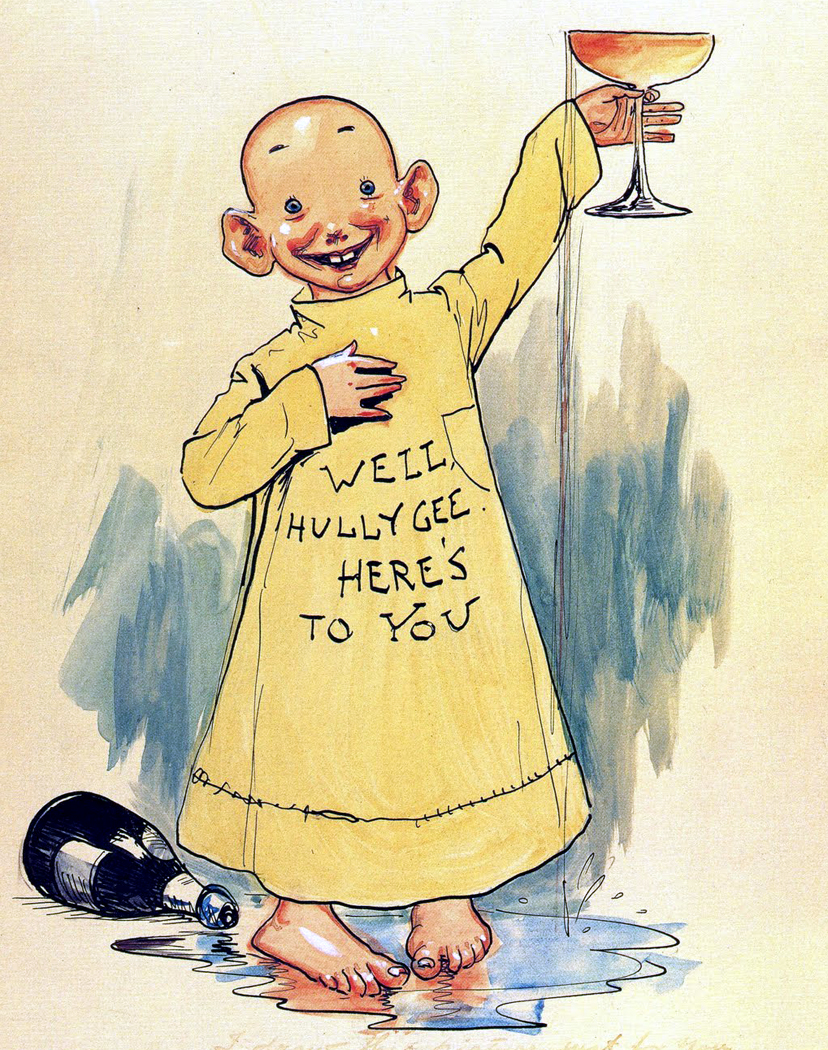
بچه زرد، که توسط نیویورک ورلد ونیویورک ژورنال منتشر شد

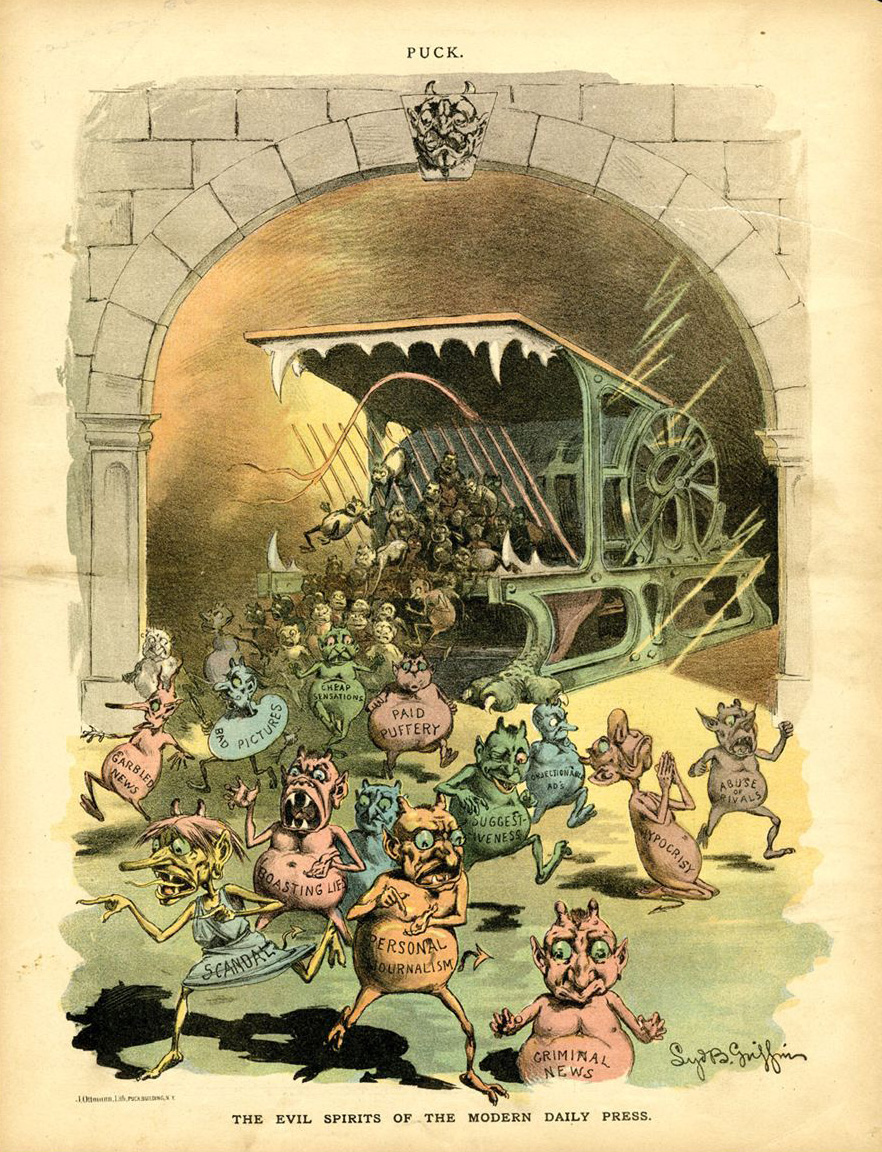
شیطانک‌ها با فشار از دستگاه چاپ بیرون می‌ریزند ـ مربوط به یک کمیک استریپ چاپ شده در ۱۸۸۸

روزنامه‌نگاری زرد به مطالب روزنامه‌نگارانی گفته می‌شود که برخی از اصول حرفه‌ای و اخلاقی روزنامه‌نگاری را رعایت نمی‌کنند و معمولاً در مورد موضوعاتی مانند رسوایی، تهمت‌های جنسی، دلالی تهمت، شبهه وارد کردن به دیگران و استفاده از موضوعات احساسی، مقاله می‌نویسند. به این نوع خبرنگاری، توهین ناتمام (not quite libel) نیز می‌گویند. برخی آن را روشی غیراخلاقی می‌دانند که برای فریب مورد استفاده قرار می‌گیرد. اصطلاح خبرنگاری یا روزنامه‌نگاری زرد بیشتر در آمریکا استفاده می‌شود و در بریتانیا به آن روزنامه‌نگاری تبلوید می‌گویند.
این واژه در عصر حکمفرمایی سرمایه‌داری مابین دهه‌های ۱۹ و ۲۰ بین دو نفر از اصحاب مطبوعات رخ داد. این جنگ تیراژ، بین جوزف پولیتزر مدیر روزنامه جهان نیویورک و ویلیام راندولف هرست مدیر روزنامه نیویورک ژورنال- آمریکایی در طی سالهای ۱۸۹۸ تا ۱۸۹۵ رخ داد. منتقدان هر دو روزنامه را متهم می‌کردند که برای بالا بردن تیراژ روزنامه‌های خود، دست به تحریف و احساسی کردن اخبار می‌زنند برای همین مطبوعات نیویورک واژهٔ «روزنامه‌نگاری بچه زرد» را در سال ۱۸۹۷ برای این منظور در نظر گرفتند. این نام از یک کمیک استریپ مردمی که در آن زمان معروف شده بود و دو روزنامه را به صورت کاغذهایی زرد به تصویر می‌کشید، برگرفته شد.

## تعریف
دبلیو جوزف کمپل خبرنگاری زرد را اینگونه توصیف می‌کند که روزنامه‌ای است دارای عناوین با ستون‌های متنوع از جمله ورزش و رسوایی‌ها را شامل می‌شود، با استفاده از صفحه‌بندی جذاب (با تصاویر بزرگ و شاید رنگی)، اتکای زیاد به منابع ناشناس و تعریف ازخود گستاخانه. این اصطلاح در حدود ۱۹۰۰ به‌طور گسترده‌ای برای توصیف برخی از روزنامه‌های مهم شهر نیویورک برای بالا بردن تیراژ در هنگام جنگ استفاده شد. یکی از جنبه‌های دیگر روزنامه‌نگاری زرد افزایش گزارش جرایم هیجان انگیز برای افزایش فروش و تحریک افکار عمومی بود.
فرانک لوتر موت روزنامه‌نگاری زرد را براساس پنج ویژگی شناسایی می‌کند:
1. چاپ عناوین هراس‌انگیز با فونت درشت، که اغلب مربوط به اخبار غیرمهم هستند.
2. استفاده فراوان از تصاویر یا نقاشی‌های تخیلی.
3. استفاده از مصاحبه‌های ناشناس، عناوین گمراه کننده، شبه‌علم و به‌کارگیری نادرست اصطلاح تخصصی.
4. داشتن نسخه مخصوص تمام رنگی در روز تعطیل (مثلا یکشنبه)، معمولاً با داستانهای مصور.
5. علاقه زیاد نسبت به «ستم‌دیدگان» از طرف سیستم.

## سرمنشأ مقابلهٔ پولیتزر با هرست
پولیتزر، روزنامه ورلد (the World) را در سال ۱۸۸۳ پس از ایجاد روزنامه «سنت لوئیس پست دیسپچ» خرید. شروع کار ناشر با تصحیح انتشارات آلمانی زبان در سنت لوئیس، میزوری آغاز شده بود و بر اساس این پیش زمینه می‌دانست که بازار نو بنیادی است و سود آنچنانی را نصیب او نخواهد کرد. پولیتزر سعی کرد تا ورلد را به یک روزنامه سرگرم‌کننده تبدیل کند و صفحاتش را با عکس‌های متفاوت، بازی‌ها و مطالبی که خواننده را جذب خود کند پر نماید، به‌خصوص برای کسانی که انگلیسی زبان دوم آنها بود.
داستان‌های جنایی بسیاری از صفحه‌ها را پر می‌کرد و تیترهایی مانند «آیا او خودکشی کرد؟» یا «فریاد بخشش» خوانندگان بی‌علاقه به خواندن را جذب خود می‌کرد. گذشته از این موارد، پولیتزر برای هر نسخه از روزنامه‌اش تنها دو سنت می‌گرفت و هشت تا دوازده صفحه روزنامه دست مشتریان می‌داد و این در حالی بود که آن زمان روزنامه‌هایی به همین قیمت چهار برگ بیشتر نداشتند.
در آن زمان، موضوعات احساسی بسیاری در جهان وجود داشت که آنها بی‌توجه به آنها بودند. پولیتزر عقیده داشت که از روزنامه‌ها می‌توان به عنوان ابزاری برای ارتقاء جامعه و قرار دادن جهان در شرایطی که ناچار به اصلاحات اجتماعی باشد. استفاده کرد. گرمای سال ۱۸۸۳ آمریکا خبرنگاران را برای نوشتن به آپارتمان‌های استیجاری منهتن متواری کرد و حاصل این متواری شدن شکل‌گیری داستان‌ها و گزارش‌ها زیادی در مورد زندگی مخوف مهاجرین و هزینه‌هایی بود که بر آنها تحمیل گشته بود. سرتیتر این مقاله‌ها چیزهایی شبیه «چگونه بچه‌ها پخته می‌شوند»، «سرخ کردن بچه‌ها بر روی سقف» و «خط نعش کش‌ها» بود که منجر به بالا رفتن تیراژ روزنامه شد و همچنین اصلاحاتی که پولیتزر در پی آنها بود را در پیش رویش بیشتر هویدا کرد.

تنها دو سال بعد، پولیتزر به قدرت رسید و روزنامه‌اش بیشترین تیراژ را در کل نیویورک به دست آورد البته نباید این را نیز از نظر دور داشت که در حزب دموکرات نیز دوستانی او را همراهی کردند. ناشرین قدیمی تر که از دیدن موفقیت‌های پولیتزر به خشم آمده بودند شروع به انتقاد از داستان‌های جنایی و گزارشهای روزنامه او کردند. این در حالی بود که پولیتزر می‌توانست به موضوعات جدی تر بپردازد (شیوه‌ای که فهم عمومی در مورد روزنامه‌نگاری زرد را تحت تأثیر قرار داد). روش پولیتزر تأثیر عمیقی در هرست ایجاد کرد کسی که از طریق ارث مقدار زیادی پول به دست آورده بود. هرست روزنامهٔ وورلد را هنگام دانشجویی اش در دانشگاه هارواد می‌خواند و همان زمان بود که مصمم شد تا روزنامه‌ای به مراتب بهتر از روزنامه وورلد را ایجاد کند.
روزنامه هرست که اوایل به صورت آزمایشی بیرون می‌آمد نزدیک به ۲۴٪ از فضای خود را برای داستان‌های جنایی، داستان‌های تقدیم شده، نمایشنامه‌های اخلاقی و داستان‌های جنسی (البته بنا بر استانداردهای قرن ۲۰ ام) اختصاص داده بود. هرست توان بالقوه‌ای در پرداخت دادن به کارهای جنایی چاپ شده در روزنامه‌اش داشت مانند داستان «گروه آدمکش‌ها» که او به خاطر بد رفتاری پلیس با روزنامه نگاران روزنامه، آن را به چاپ رسانید.
علیرغم این گونه موضوعات روزنامهٔ او صفحاتش در مورد اخبار جهان را نیز افزایش می‌داد و همچنین روزنامه‌نگارانش را به نواحی اطراف و دیگر ایالت‌ها می‌فرستاد تا از فساد و بی کفایتی افراد دولتی و شهرداری‌ها اطلاعات جمع کنند. در یکی از گزارش‌های مشهور این روزنامه که توسط خبرنگار خود، وینی‌فرد سویت بون‌فیلز صورت گرفت، وی در بیمارستان سان فرانسیسکو به عنوان بیمار پذیرفته شد و در این مدت کشف کرد با زنان تهی‌دستی که برای معالجه به بیمارستان مراجعه می‌کردند با ظلم رفتار می‌شود. (تمام کارکنان بیمارستان فردای آن روز که روزنامه چاپ شد، از خشم برآشفتند)